# Plínio Marcos
Pour les articles homonymes, voir Marcos.
Plínio Marcos, né le 29 septembre 1935 à Santos (Brésil) et mort le 19 novembre 1999 à São Paulo (Brésil), est un écrivain, acteur, journaliste et dramaturge brésilien, auteur de plusieurs pièces de théâtre adaptées au cinéma.
L'œuvre de Plínio Marcos, qualifié de « poète maudit », met en scène la vie et les luttes de personnages clandestins, touchant des thèmes tels que la violence, la prostitution et l'homosexualité, et a été censurée par le gouvernement militaire.

## Mort
Marcos meurt le 29 novembre 1999, après avoir subi deux accidents vasculaires cérébraux et que le côté gauche de son corps soit devenu paralysé.
Son corps est incinéré et les cendres sont dispersées dans l'océan à Santos.

## Vie privée
Marcos s'est marié avec l'actrice Walderez de Barros (pt), avec quelle il a eu trois enfants, puis à la journaliste Vera Artaxo.

## Travaux

### Pièces pour adultes
- Barrela, 1958
- Os fantoches, 1960
- Jornada de um imbecil até o entendimento (1re version)
- Enquanto os navios atracam, 1963
- Quando as máquinas param (1re version)
- Chapéu sobre paralelepípedo para alguém chutar (2e version d'Os fantoches)
- Reportagem de um tempo mau, 1965
- Dois perdidos numa noite suja, 1966
- Dia virá (1re version de Jesus-homem), 1967
- Navalha na carne, 1967
- Quando as máquinas param (2e version d'Enquanto os navios atracam), 1963
- Homens de papel, 1968
- Jornada de um imbecil até o entendimento (3e version d'Os fantoches)
- O abajur lilás, 1969
- Oração de um pé-de-chinelo, 1969
- Balbina de Iansã (comédie musicale), 1970
- Feira livre (opérette), 1976
- Noel Rosa, o poeta da Vila e seus amores (comédie musicale), 1977 (sur Noel Rosa)
- Jesus-homem, 1978 (2e version de Dia virá, 1967)
- Sob o signo da discothèque, 1979
- Querô, uma reportagem maldita (adaptation du roman du même nom de 1976), 1979
- Madame Blavatski, 1985
- Balada de um palhaço, 1986
- Une mancha roxa, 1988
- Une finale de dança, 1993
- O assassinato do anão do caralho grande (adaptation de la nouvelle du même nom), 1995
- O homem do caminho (monologue, à l'origine intitulé Sempre em Frente), 1996
- O bote da loba, 1997
- Chico Viola (inachevé), 1997

### Pièces pour enfants
- Comme les aventuras font Coelho Gabriel, 1965
- O coelho ea onça (história dos bichos brasileiros), 1998
- Assembléia dos ratos, 1989
- Seja você mesmo (inachevé)

## Livres
- Navalha na carne (pièce de théâtre), 1968
- Quando en tant que máquinas param (pièce de théâtre), 1971
- Histórias das quebradas do mundaréu (nouvelles), 1973
- Barrela (pièce) (1976)
- Uma Reportagem Maldita - Querô (roman), 1976
- Inútil canto e inútil pranto pelos anjos caídos (histoire courte), 1977
- Dois perdidos numa noite suja (théâtre), 1978
- Oração para um pé-de-chinelo (théâtre), s.d.
- Jesus-homem (théâtre), 1981
- Prisioneiro de uma canção (contes autobiographiques), 1982
- Novas histórias da Barra do Catimbó (contes), s.d.
- Madame Blavatski (théâtre), 1985
- A figurinha e os soldados da minha rua - histórias populares (relatos autobiográficos), 1986
- Canções e reflexões de um palhaço (textes courts), 1987
- A Mancha Roxa (théâtre), 1988
- Teatro maldito, théâtre (contém as peças Barrela, Dois Perdidos Numa Noite Suja e O Abajur Lilás), 1992
- A Dança Final (théâtre), 1994
- Ns triha dos saltimbancos (conte), données imprécises
- O assassinato do anão do caralho grande (noveleta policial e peça teatral), 1996
- Figurinha difícil - Pornografando e subvertendo (relatos autobiográficos), 1996
- O truque dos espelhos (contes autobiographiques), 1999
- Coleção melhor teatro (com as peças Barrela, Dois perdidos numa noite suja, Navalha na carne, Abajur lilás, Querô), 2003

## Récompenses et distinctions
- (en) Plínio Marcos: Awards, sur l'Internet Movie Database